# Fédération nationale des distributeurs, loueurs et réparateurs de matériels de construction et de manutention
Pour les articles homonymes, voir DLR.
Vous pouvez aider à l'améliorer ou bien discuter des problèmes sur sa page de discussion.
- Il ne s’appuie pas, ou pas assez, sur des sources secondaires ou tertiaires. (Marqué depuis juin 2020)
- Il contient une ou plusieurs listes. Le texte gagnerait à être rédigé sous la forme d’un ou plusieurs paragraphes synthétiques, afin d’être plus agréable à lire. (Marqué depuis juin 2020)
- Il est à actualiser. Certains passages sont obsolètes ou annoncent des événements désormais passés. (Marqué depuis novembre 2021)

- Archive Wikiwix
- Bing
- Cairn
- DuckDuckGo
- E. Universalis
- Gallica
- Google
- G. Books
- G. News
- G. Scholar
- Persée
- Qwant
- (zh) Baidu
- (ru) Yandex
- (wd) trouver des œuvres sur Wikidata

 (juin 2020).
La Fédération nationale des distributeurs, loueurs et réparateurs de matériels de construction et de manutention (DLR) est un syndicat professionnel français créé en 1965, qui représente les intérêts des entreprises de distribution, location et réparation de matériels pour le bâtiment, les travaux publics et la manutention.

## Présentation

### Missions
En tant qu’organisation professionnelle, la Fédération DLR a pour vocation de représenter et de défendre les intérêts des entreprises de distribution, de location, de maintenance et de services relatifs aux matériels destinés à la construction et à la manutention. Pour cela, elle négocie avec les partenaires sociaux la convention collective de la branche SDLM (services de la distribution et de la location de matériels), elle conseille et accompagne ses adhérents dans la gestion du quotidien de leurs entreprises et dans la conduite du changement, et participe à l’évolution de ce secteur. DLR dispose d'un organisme de formation, « SEDL », qui propose des stages spécifiques à la profession.
Depuis 2018, la Fédération DLR est certifiée dans le référentiel « Engagement de service Quali'OP » créé par l'Afnor et le Cedap.

### Structuration
Syndicat professionnel à vocation nationale, régi par les articles L2111-1 et suivants du Code du travail, la Fédération DLR se subdivise en 7 régions : Est, Ile-de-France, Normandie-Nord, Ouest, Centre-Est, Sud-Est et Sud-Ouest.
Son instance de décision est un conseil d’administration, composé d’une quinzaine de membres :
- Le président,
- Les vice-présidents (présidents des commissions métiers),
- Le trésorier,
- Les présidents de commissions transversales,
- Un administrateur (expert désigné par le conseil d’administration),
- Les présidents régionaux,
- Les présidents des membres partenaires.

Depuis 2016, la fédération DLR s’est développée et a été rejointe par 5 autres organisations professionnelles :
- L’Union Française de Levage (UFL)[7]
- L’Association des Constructeurs Industrialisés et Modulaires (ACIM)[8]
- Les loueurs de grues à tour, regroupés au sein de la commission Grues à tour DLR[9]
- Le Syndicat Professionnel des Monteurs et Dépanneurs de Grues (SPMDG)[10]
- Le Syndicat National des Professionnels du Sanitaire Mobile (SNPSM), devenu la commission Sanitaires et Unités Mobiles DLR (SUM)[11].

### Partenariats
La Fédération DLR est membre de l'Association paritaire de gestion des fonds relatifs au financement du dialogue social (Agefidis), de l'Association des syndicats de la distribution et de la maintenance des matériels (ASDM), du Conseil du commerce de France (CdCF), de l'ERA (en) (European Rental Association) et de l'Institut national de l'économie circulaire.

## Lobbying
DLR déclare à la Haute Autorité pour la transparence de la vie publique exercer des activités de lobbying en France pour un montant qui n'excède pas 50 000 euros sur l'année 2020.

## Personnages clés

### Liste des présidents successifs
| Période     | Identité             | Société               |
| ----------- | -------------------- | --------------------- |
| 1965 - 1973 | Pierre Garetier      | ETS Pierre Garetier   |
| 1973 - 1994 | Pierre Baudouin      | EST International     |
| 1994 - 2000 | Jean-Claude Mercadal | COGEST                |
| 2000 - 2004 | Catherine Barthélémy | Manuloc               |
| 2004 - 2010 | Michel Gable         | Phocomex              |
| 2010 - 2012 | Bernard Pointet      | Foraloc               |
| 2012 - 2016 | Sonia Dubès          | Normandie Manutention |
| Depuis 2016 | Bertrand Carret      | Rentforce             |

### Autres
Depuis 2011, le délégué général de DLR est Hervé Rebollo. Il est chargé des domaines juridiques, fiscaux et économiques, tandis que Florence Dupont, déléguée générale adjointe, est chargée de la communication, de la promotion des métiers et de la formation initiale.

## Publications
DLR diffuse mensuellement une newsletter électronique et publie chaque année une revue spécialisée intitulée MAG2 permettant de faire un état des lieux de la profession et des activités de la Fédération. Elle publie également des études économiques sur l'activité du secteur, un guide de la distribution de matériels de BTP et de manutention,, et « le Kit du loueur », document décrivant le cycle opérationnel de la location.